# علي عبد القادر الهوني
الحاج على عبد القادر الهونى مواليد بنغازى 1874 وتوفى بها 1970 من عائلة شولاك المنحدرة اصولها من مدينة الحويلة هون القديمة الابن الثالث في الترتيب للحاج عبد القادر بن محمد بن شولاك الهونى الذي تقلد عدة وظائف إدارية في العهد التركى وتوفى في العام 1905 من سكان شارع اسنيدل من تجار مدينة بنغازى أوائل العشرينيات من القرن الماضى ومحله بالركينة ويعتبر من أشهر موردى الفخار من إيطاليا وتونس في ذلك الوقت كانت مغازته بالقرب من فندق بن غربال الذي انتقل منه إلى المبنى المقابل للقنصلية الإيطالية قبل أن يهدم ويبنى من جديد.
اعتزل التجارة في الخمسينيات من القرن الماضى امتاز بسعة الافق والاطلاع وسرعة البديهة ويجيد اللغة الإيطالية إلى جانب المامه الكامل بلغته العربية اتجه إلى التجارة منذ نعومة اضافره على عكس اخيه الفقيه محمد عبد القادر الهونى المتوفى ببنغازى 1938 الذي تفرغ لتعليم الفقه والقرآن الكريم وتخرج على يديه عديع من العلماء الإجلاء وهو خال المجاهد الشهيد السنوسى الهونى الذي استشهد بمكان يسمى معبوص الرمل جنوب منطقة عكرمة سنة 1927 بضواحى البطنان بطبرق في ما عرف بعد ذلك بموقعة الشهداء العشرة الذين كانوا بقيادة عبد القادر محمد المختار ابن شقيق عمر المختار وعلى أثر سماعه بتلك الواقعة وفظاعة وبشاعة التنكيل والتمثيل بجثث الشهداء من أحد الرواة الوافد حديثآ إلى المدينة من الجبل ولحرصه من التعبير عما اختلج في نفسه من الغضب والحزن فقد كتم ذلك حتى عودته لبيته لخوفه من عيون الإيطاليين والوشاة بالمدينة ليمكث ستة أشهر مريظآ تأثرآ لهذه الحادثة وهو ايظآ خال الشيخ البشير السنوسى الهونى والد محمد الهونى ورشاد الهونى الذي اصدر عدة مؤلفات للدفاع عن الإسلام في عشرينيات القرن الماضى وخال المهدى السنوسى الهونى والد أنور الهونى شاعر المرج وعم القاضى الشاعر إبراهيم محمد الهونى.
https://www.facebook.com/photo.php?fbid=102328446476697&set=a.118372888205586.7352.102029703173238&type=3